# Nassarius semiplicatoides
Nassarius semiplicatoides là một loài ốc biển, là động vật thân mềm chân bụng sống ở biển thuộc họ Nassariidae.